# Пейпер, Виллем
Ви́ллем Фредери́к Йоха́ннес Пе́йпер (нидерл. Willem Frederik Johannes Pijper; 8 сентября 1894, Зейст, Нидерланды — 19 марта 1947, Лейдсендам, Нидерланды) — нидерландский композитор, музыкальный критик и педагог.

## Биография
Родился в семье рабочих. Ученик Йохана Вагенара. В 1925—1930 годах преподавал композицию в Амстердамской консерватории. Основатель и первый директор Роттердамской консерватории. Среди учеников: Генриетта Босманс, Кеес ван Барен, Фре Фоке, Хенк Бадингс, Гильом Ландре и другие. В 1918—1933 годах писал музыкально-критические статьи, некоторые из которых приводили не только к конфликтам, но даже к запрету профессиональной деятельности критикуемых (Ян Питер Хендрик ван Гилсе, Эверт Корнелис, и др.). Занимался обработкой старинных французских песен. Писал музыку к спектаклям.
В конце 1946 года композитору был поставлен диагноз «рак».

## Сочинения
- опера «Халевейн» / Halewijn (1932, Амстердам, по средневековой легенде)
- 3 симфоний (1918, 1921, 1926)
- 2 вокальных цикла (1916—1919, на стихи Поля Верлена)